# Libertas (equipo ciclista)
El equipo Libertas fue un equipo ciclista belga, de ciclismo en ruta que compitió entre 1952 y 1967. La última temporada en activo tuvo licencia española.

## Principales resultados
- Copa Sels: Joseph Vloeberghs (1958)
- Grote Scheldeprijs: Raymond Vrancken (1958)
- Trofeo Masferrer: Adolf De Waele (1963)
- A través de Flandes: Alfons Hermans (1965)

### A las grandes vueltas
- Giro de Italia
  - 1 participaciones (1963)
  - 0 victorias de etapa:
  - 0 clasificación finales:
  - 0 clasificaciones secundarias:

- Tour de Francia
  - 1 participaciones (1963)
  - 4 victorias de etapa:
    - 4 el 1963: Rik Van Looy (4)

  - 2 clasificaciones secundarias:
    - Clasificación por puntos: Rik Van Looy (1963)
    - Premio de la Combatividad Rik Van Looy (1963)

- Vuelta a España
  - 2 participaciones (1963, 1966)
  - 6 victorias de etapa:
    - 5 el 1963: Jan Lauwers (2), Roger Baens (2), Frans Aerenhouts
    - 1 el 1966: Bruno Sivilotti

  - 0 clasificación finales:
  - 0 clasificaciones secundarias: